# Pasiasula eidmanni
Pasiasula eidmanni Roewer, 1942 è un ragno appartenente alla famiglia Thomisidae.
È l'unica specie nota del genere Pasiasula.

## Distribuzione
L'unica specie oggi nota di questo genere è stata rinvenuta sull'isola di Bioko, nel Golfo di Guinea

## Tassonomia
Dal 1942 non sono stati esaminati altri esemplari, né sono state descritte sottospecie al 2014.